# Klausmeister
Klausmeister hüteten und bedienten zusammen mit ihren Knechten (Klauswärter oder -wächter) Klausanlagen an den Ausflüssen von Seen und Flüssen. 
Mittels Schleusentoren konnte das gestaute Wasser abgelassen werden, so dass der Flusswasserspiegel anschwoll und Schiffe oder Holz somit seichte Stellen leichter überwinden konnten.